# Ilha da Neve

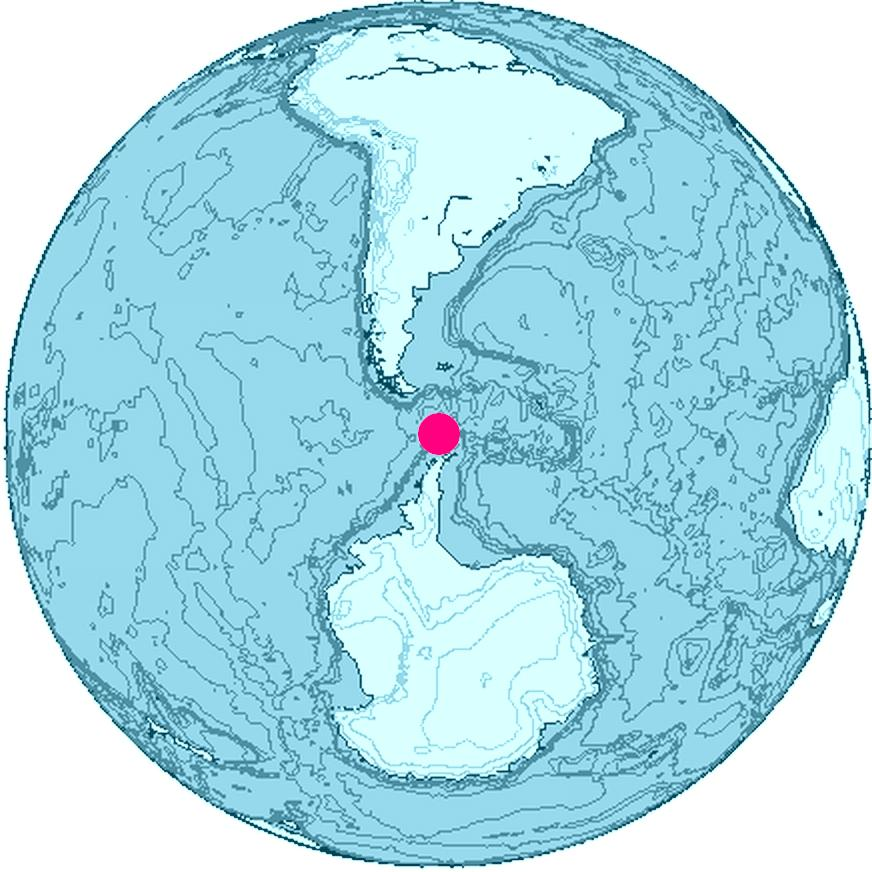
Localização da Ilha da Neve

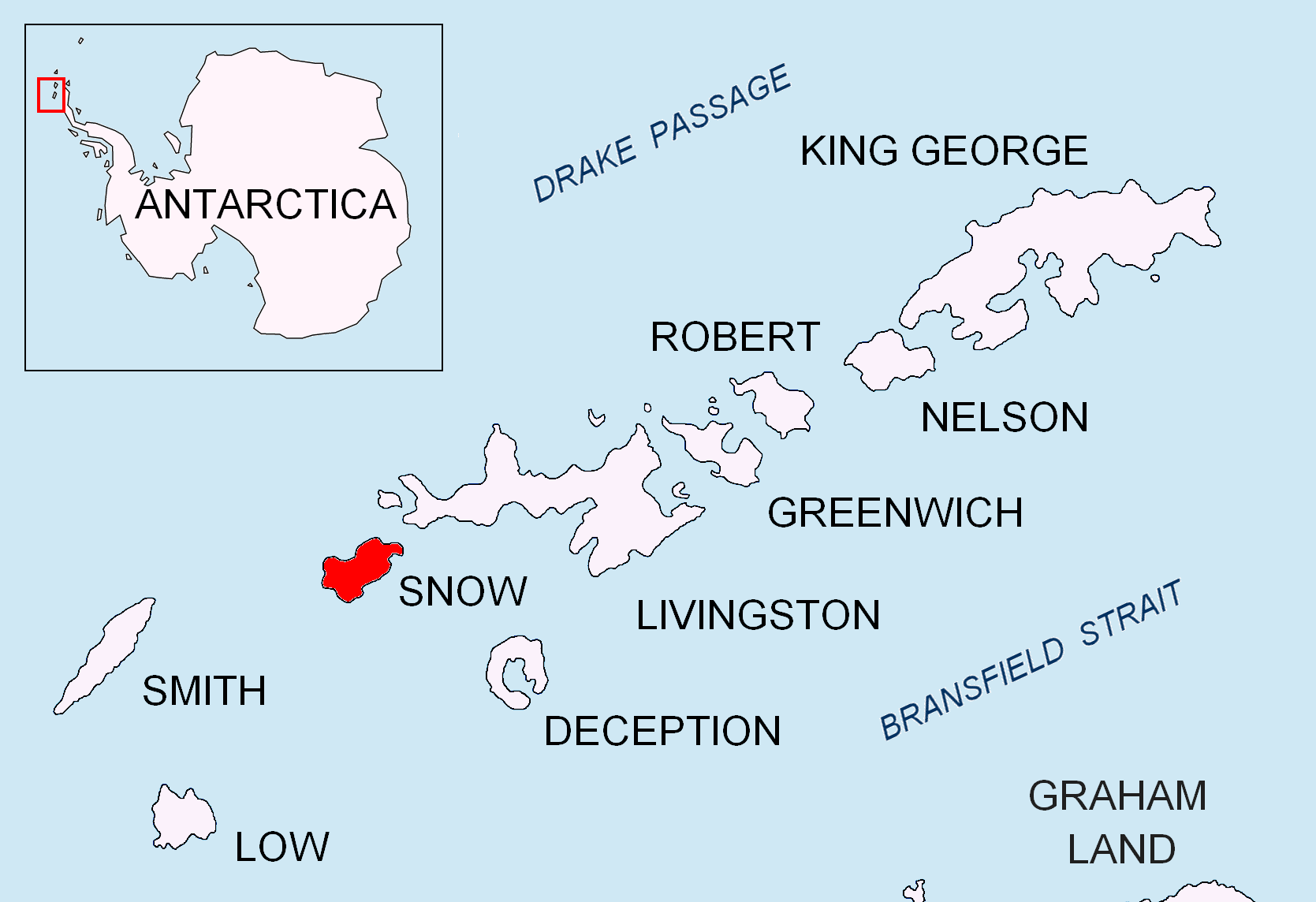
Localização da Ilha da Neve(ou Ilha Nevada).

A Ilha da Neve (62° 47′ S, 61° 23′ O) é uma ilha completamente coberta de gelo, com um comprimento de 16 km e uma largura de 8 km, a cerca de 6 km a sudoeste da Ilha Livingston nas ilhas Shetland do Sul. Esta ilha já era conhecida por caçadores de focas, americanos e ingleses em 1820, mas o seu nome já era utilizado internacionalmente havia mais de 100 anos.

## Mapa
- (em inglês) L.L. Ivanov. Antarctica: Livingston Island and Greenwich, Robert, Snow and Smith Islands. Scale 1:120000 topographic map.  Troyan: Manfred Wörner Foundation, 2009.  ISBN 978-954-92032-6-4